# CA Pontarlier
Cercle Athlétique Pontarlier là một đội bóng đá hiệp hội Pháp thành lập năm 1911. Đội bóng có trụ sở tại Pontarlier, Franche-Comté, Pháp. Đội chơi ở Stade Paul Robbe ở Pontarlier.